# Widget
Widget (Engels, letterlijk: apparaatje, snufje, trucje, dingetje) is de algemene naam voor een van de elementen waaruit een grafische gebruikersomgeving kan worden opgebouwd (vensters, menu's, knoppen, keuzerondje).

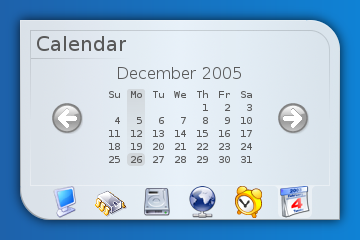
Een kalenderwidget uit SuperKaramba

## Widgets als kleine desktopapps
Tegenwoordig wordt de term widget veelal gebruikt voor de kleine desktopapplicaties, die onder andere terug te vinden zijn in Apples Dashboard, SuperKaramba, KDE en DesktopX (Microsoft Windows, hier zijn ze gadgets genoemd). Deze kleine applicaties voeren eenvoudige en veelvoorkomende taken uit en geven snel toegang tot veelgevraagde informatie. Voorbeelden van dit soort widgets zijn een kleine kalender of een kleine nieuwsfeedlezer.
Een widget is in het kort als volgt samen te vatten: “Een simpel grafisch object of element dat een eenvoudige, eenduidige en vaak veelgebruikte functie vervult en door een gebruiker in- en uitgeschakeld kan worden om een bestaande gebruikersinterface aan te vullen of vorm te geven.”